# Willy Vandersteen

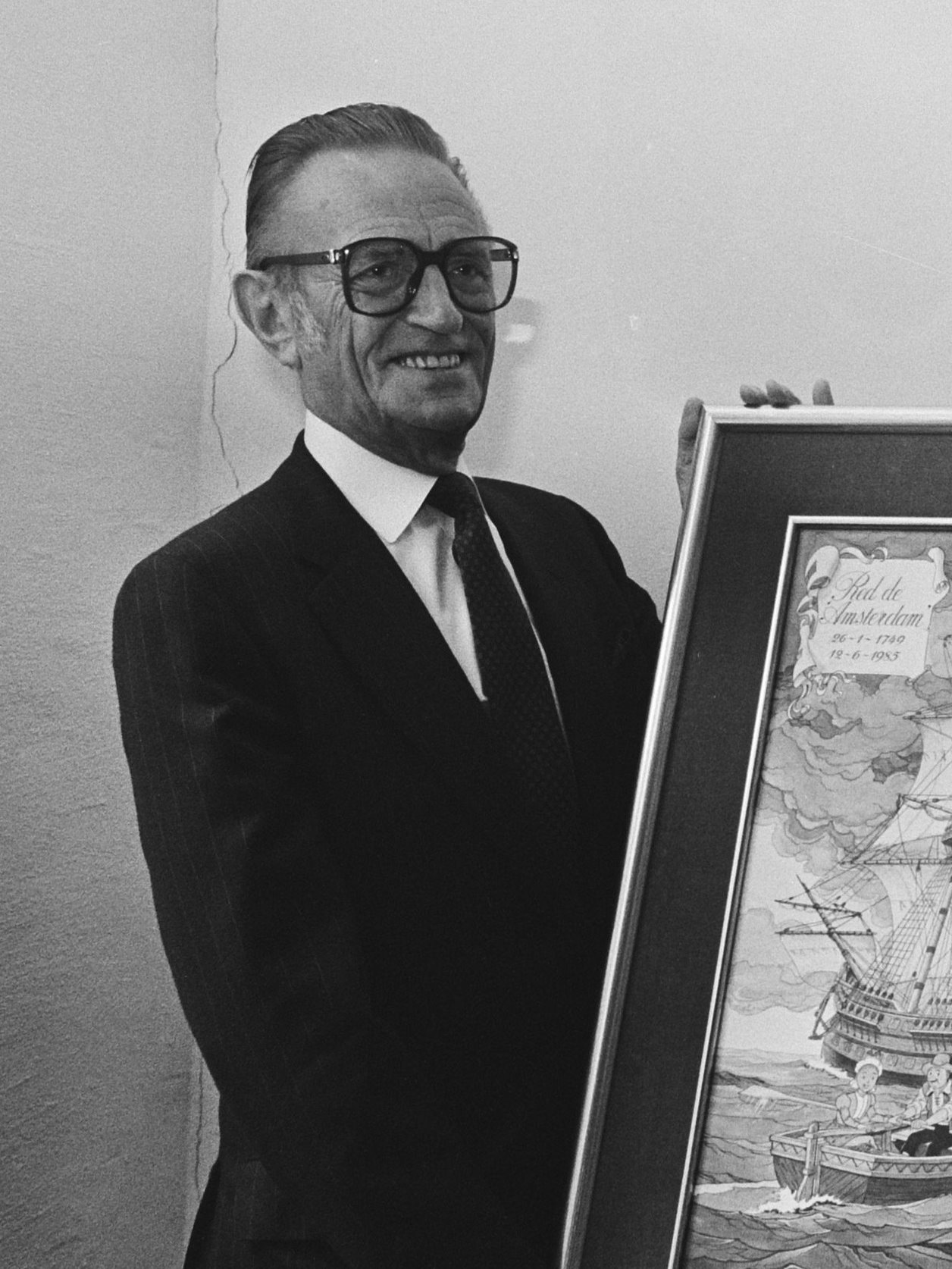
Vandersteen (1985)

Willy Vandersteen (Antuérpia, 15 de fevereiro de 1913 -  Edegem, 28 de agosto de 1990) foi um criador belga de histórias em quadrinhos. Em uma carreira de 50 anos, ele criou um grande estúdio e publicou mais de mil álbuns de quadrinhos em mais de 25 séries, vendendo mais de duzentos milhões de cópias em todo o mundo.
Considerado em conjunto com Marc Sleen, o pai fundador dos quadrinhos flamengos, ele é popular principalmente na Bélgica, na Holanda e na Alemanha. Hergé o chamou de "O Bruegel da história em quadrinhos", enquanto a criação de seu próprio estúdio e a produção e comercialização em massa de seu trabalho o transformaram em "Walt Disney dos Países Baixos".
Vandersteen é mais conhecido por Suske en Wiske (publicado em inglês como Spike and Suzy, Luke and Lucy, Willy and Wanda ou Bob and Bobette), que em 2008 vendeu 3,5 milhões de exemplares. Suas outras grandes séries são De Rode Ridder, com mais de duzentos álbuns, e Bessy, com quase mil álbuns publicados na Alemanha.

## Biografia
De acordo com sínteses biográficas provindas do Centro Belga de HQ, com sede em Bruxelas, capital da Bélgica, familiares e amigos de infância de Willy Vandersteen contavam que, sobre a calçada, no Seefhoek, bairro popular onde ele nasceu, o menino desenhista produziu estórias de cavaleiros para seus amigos. Seus primeiros quadrinhos foram publicados durante a Segunda Guerra Mundial. Pudifar de Kater in Wonderland, o suplemento juvenil do jornal De Dag, Simbad Zeerover do Bravo ou Floche et Flache em Franc Jeu, foram as suas primeiras tentativas, que, ainda tímidas, já apresentavam, no entanto, o dinamismo que futuramente caraterizaria toda a sua vasta obra quadrinística. Com duas tiras diárias, As Aventuras de Rikki em Wiske começaram no dia 30 de março de 1945 no jornal De Nieuwe Sandaard.
No início de dezembro de 1945, na segunda história, Op het Eiland Amoras, Rikki foi substituído por Suske. Vandersteen percebeu que o contato diário com um público de leitores foi uma vitória, permitindo-lhe fazer referências a acontecimentos da atualidade, uma fonte inesgotável de inspiração. Os primeiros episódios de Suske en Wiske já continham esses elementos que determinariam o sucesso das séries seguintes: humor, suspense e fantasia. O aparecimento de vários personagens com personalidades fortes, como o professor Barabas e Lambik (Orville) também contribuíram para isso.
Vandersteen já gozava de grande fama em Flandres quando Hergé, criador de As aventuras de Tintim e Milu e diretor artístico do periódico Tintim, convidou-o para colaborar no jornal. Enquanto Vandersteen continuou sua produção em Tintim, desenhou oito histórias de Suske em Wiske para Tintim, entre 1948 e 1959. A pedido de Hergé, seus personagens foram adaptados aos gostos conservadores de Tintim. Ele cuidou mais do tipo de página e ambiente, e desenvolveu scripts mais equilibrados. As histórias que apareceram em Tintim foram o auge do trabalho de Vandersteen.
A partir de 1951, começou a trabalhar com parceiros, principalmente para atender à demanda e expandir as suas estórias, personagens e séries. Criou Judi e Bessy em 1952, De Rode Ridder em 1959, Jerônimo em 1960, Pats em 1962, Karl May em 1963, Biggles em 1965, Safari em 1969, Robert Bertrand em 1972, Tits em 1974 e outras séries, sendo a última The Geuzen. Vandersteen fazia questão de escrever scripts e desenhar os quadrinhos a lápis antes de lançar cada nova série. Depois de alguns álbuns, essa responsabilidade seria confiada aos seus funcionários.
Vandersteen gostava de usar a História como um cenário para seu trabalho. Suas épocas favoritas foram a Idade Média e o século XVI, embora também gostasse da Belle Epoque. Sua abordagem histórica, contudo, levou-o a aludir também à atualidade.

## Séries
- Bessy
- Biggles
- Bob et Bobette
- Le Cirque Zim-Boum
- La Famille Guignon
- Les Farces de monsieur Lambique
- Les Gueux
- Jérôme
- Les fabuleux voyages de Jérôme
- Robert et Bertrand
- Le Prince Riri
- Chevalier rouge
- Safari
- Thyl Ulenspiegel